# Rybinsk
Rybinsk (rusky Ры́бинск, dříve Ščerbakov a Andropov) je město v Ruské federaci, druhé největší město Jaroslavské oblasti. Leží 280 kilometrů severně od Moskvy u ústí Šeksny do Volhy, ke kterému dnes dochází v Rybinské přehradě nad Rybinskem.

## Dějiny
Nejstarší osada na soutoku řeky Šeksny s Volhou se jmenovala Usť-Šeksna. První zmínka o této osadě je v Laurentianské kronice a je spojena s tzv. Rostovským povstáním v roce 1071, kdy kyjevský šlechtic a vojevůdce Jan Vyšatich v osadě ukryl před vzbouřenci. V letech 1946 až 1957 se město jmenovalo Ščerbakov (Щербаков) po Alexandru Ščerbakovovi, zakládajícím členu Svazu sovětských spisovatelů. V letech 1984 až 1989 se nazývalo Andropov (Андропов) po Juriji Andropovovi.

### Rodáci
- Genrich Jagoda (1891–1938), velitel NKVD
- Viktor Iljič Bojarskij (* 1950), polárník
- Alexej Nikolajevič Ovčinin (* 1971), kosmonaut
- Maxim Alexejevič Šuvalov (1993–2011), hokejista